# Saint-Antoine-du-Queyret
 Saint-Antoine-du-Queyret  là một xã của tỉnh Gironde, thuộc vùng Nouvelle-Aquitaine, tây nam nước Pháp.